# Luxaviation Belgium
Luxaviation Belgium (также известная под названием Abelag Aviation) — бельгийская чартерная авиакомпания, базирующаяся в аэропорте Брюсселя.
Luxaviation Belgium является дочерней компанией Luxaviation Group, второго по величине бизнес-оператора в мире.

## История
Авиакомпания была основана в 1964 году.
В 1995 она поглотила авиакомпанию Labda Jet, а в 2005 авиакомпанию Sky Service.
В 2013 году была приобретена компанией Luxaviation.
В 2014 году авиакомпания отметила 50 лет безаварийных полётов.
В 2016 году авиакомпания стала выполнять полёты под именем Luxaviation Belgium. Также сменил название терминал Abelag — с ноября 2016 он называется ExecuJet. Это название используется для терминалов под управлением Luxaviation.
В 2016 году авиакомпания открыла новый ангар для обслуживания и хранения самолётов в аэропорту Кортрейк-Вевелгем.
В сентябре 2019 года правительство Бельгии одобрило решение взять в аренду на 12 лет два самолёта авиакомпании. В январе 2020 соглашение было подписано.

## Флот
В октбяре 2016 года флот состоял из:
- 1 Beechcraft King Air 200
- 3 Cessna Citation CJ2
- 2 Cessna Citation CJ3
- 6 Cessna Citation Excel
- 3 Dassault Falcon 2000
- 2 Dassault Falcon 7X
- 3 Learjet 45

- Beech B200 Super King Air (OO-INN)
- Cessna 525A CitationJet CJ2 (OO-CIV)
- Cessna 560XL Citation XLS (OO-MLG)
- Dassault Falcon 2000 Abelag CVT (OO-GHE)
- Dassault Falcon 7X (OO-GPP)
- Learjet 45 (OO-LFN)